# Кривякино (Воскресенск)
Кривякино — бывшая деревня в Воскресенском районе Московской области.  Сейчас входит в состав города Воскресенска. Бывший центр Кривякинского сельсовета.

## История
Сельцо Кривякино располагалось у реки Москвы. В XVIII веке на западе через реку находилось село Новлянское, на востоке — деревня Лопатино и село Воскресенское.
Во второй половине XVIII века хозяевами в сельце была основана усадьба Кривякино.
В результате отмены крепостного права в 1861 году и строительства железнодорожной станции Воскресенская в 1862 году Кривякино получает развитие ввиду выгодного транспортного положения.
Так уже в 1926 году возле Кривякино располагались: Кривякинская больница имени Когана (110 человек в 27 хозяйствах), Кривякинская ветеринарная лечебница (7 человек в 3 хозяйствах). Также возле деревни (Кривякинский сельсовет) числились: кирпичный  завод (38 человек в 30 хозяйствах), молочное хозяйство (школа) на хуторе (27 жителей в 12 дворах). И это помимо сельских жителей в самой деревне. 
В 1926 году деревня Кривякино была центром Кривякинского сельсовета Колыберовской волости Коломенского уезда Московской губернии.
1 июля 1934 года ВЦИК постановила образовать рабочий посёлок Воскресенск Воскресенского района, при станции того же наименования Московско-Казанской железной дороги, включив в его состав следующие населённые пункты, при станции Воскресенск: Неверово (посёлок и селение), Кривякино (посёлок и селение), а также территорию строительства Химкомбината и кирпичного завода.
На данный момент территория бывшего поселения входит в Центральный микрорайон Воскресенска.

## Население
В 1926 году в Кривякино числилось 118 мужчин и 130 женщин (248 человек), проживающих в 53 дворах (в 51 крестьянском).